# Atelopus monohernandezii
Atelopus monohernandezi es una especie de anfibios de la familia Bufonidae.
Es endémica de Colombia.
Su hábitat natural incluye montanos secos y ríos.